# مثبط أكسيداز أحادي الأمين

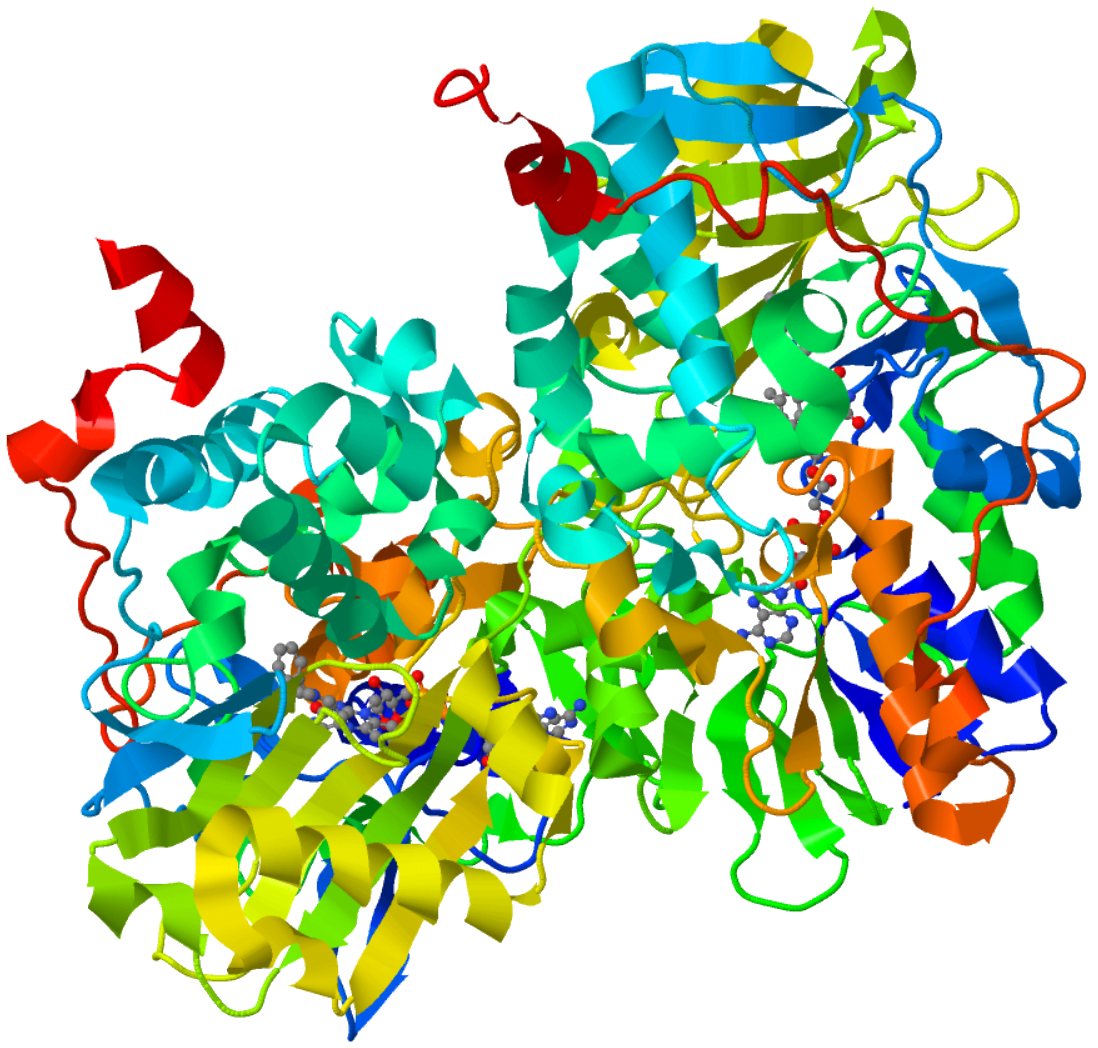
أكسيداز أحادي الأمين

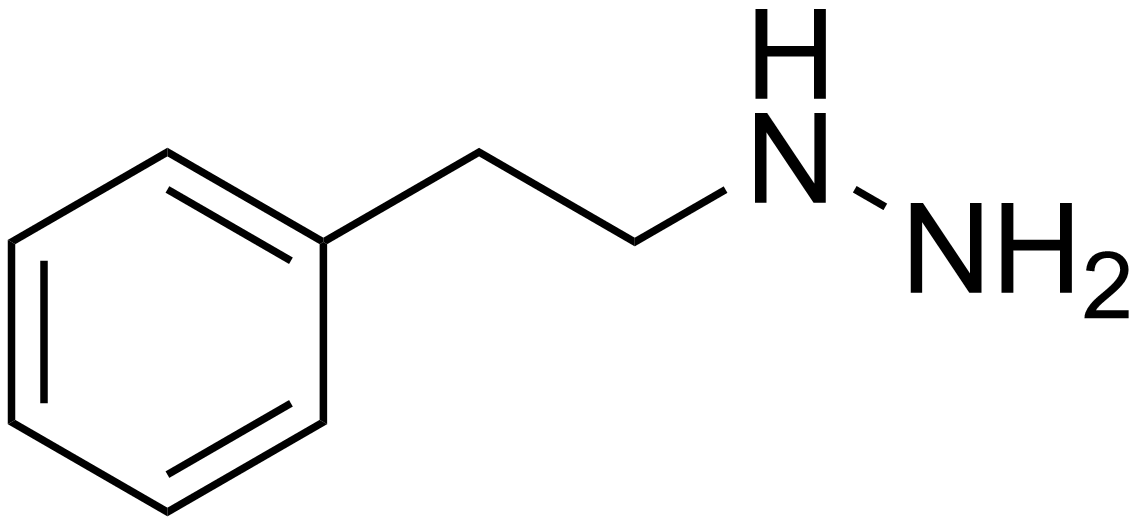
نارديل أحد الأدوية التابعة لصنف مانع الأكسيديز الأميني الأحادي

مثبطات أكسيداز أحادي الأمين (بالإنجليزية: Monoamine oxidase inhibitors ومختصرها MAOIs)‏ هي مجموعة من الأدوية كانت تستعمل قديما في علاج الكآبة التي تثبط مجموعة من الإنزيمات التي تدعى بأكسيداز أحادي الأمين.

## طريقة عملها
وتعتمد في طريقة عملها على منع تأكسد بعض الأمينات الأحادية مثل الدوبامين والسيروتونين ونورادرينالين

## استخدامه كعلاج
ويستعمل هذا الصنف من الأدوية في الوقت الحاضر لعلاج حالات الكآبة التي لم تستجب إلى الأنواع الأخرى من مضادات الكآبة.
ويستعمل في علاج الكابة والخوف أو الرهاب الاجتماعي.

## أعراضه الجانبية
من أهم الأعراض الجانبية لهذا الدواء التي تحول دون استعماله كدواء أولي في علاج الكآبة هو احتمالية حدوث ارتفاع خطير في ضغط الدم إذا تزامن استعماله مع مجموعة من الأدوية الأخرى أو بعض أنواع الأطعمة. من الأدوية الذي ينصح المريض المستخدم لهذا الصنف من الدواء تجنبها هي الأدوية المستعملة في علاج نزلات البرد الشتوية ونوبات الكحة وينصح المستخدم لها الدواء أيضا تجنب بعض الأطعمة والأشربة مثل البيرة ذات التركيز العالي والنبيذ والتين واللبن والجبن. والغرض من عدم تناول هذه الأدوية والأطعمة والأشربة متزامنة مع مانع الأكسيديز الأميني الأحادي هو الحيلولة دون ارتفاع ضغط الدم إلى مستويات خطيرة تقارب 240/140 وعادة مايزود الشخص المستعمل لمانع الأكسيديز الأميني الأحادي بحبوب لعلاج ضغط الدم المرتفع يحتفظ بها دائما ان استدعت الحاجة مثل حبوب أدلات 10 - 20 مغم أو حبوب لارجاكتيل 25 مغم.
من الأعراض الجانبية لأستعمال هذا الصنف من الأدوية هي هبوط ضغط الدم الفجائي عند الوقوف والعجز الجنسي في بعض الحالات والأرق وزيادة الوزن. من الأنواع الشائعة لهذا الصنف من الأدوية: نارديل وبارنيت وسيليجلين ومانيريكس.

## الاستخدامات
- الاضطراب الاكتئابي
- اكتئاب لانمطي
- مرض باركنسون

### من الاستخدامات الأخرى
- اضطراب الهلع مع رهاب الخلاء
- اضطراب القلق الاجتماعي
- القلق
- النهام العصبي
- اضطراب الكرب التالي للصدمة
- اضطراب الشخصية الحدي

### استخدامات أخرى غير مؤكدة الفعالية
- الاضطراب ذو الاتجاهين
- الاضطراب الوسواسي القهري
- هوس نتف الشعر
- اضطراب التشوه الجسمي
- اضطراب الشخصية الاجتنابي

## قائمة مثبطات أكسيداز أحادي الأمين

### الأدوية المتوفرة
- مثبطات أكسيداز أحادي الأمين غير الانتقائية:
  - الهيدرازينات:
    - إيزوكاربوكسازيد
    - نيالاميد
    - فينيلزين
    - هيدراكاربازين

  - غير الهيدرازينات:
    - ترانيلسيبرومين
- مثبطات أكسيداز أحادي الأمين (أ) الانتقائية:
  - موكلوبيميد
  - بيرليندول
  - تولوكساتون
- مثبطات أكسيداز أحادي الأمين (ب) الانتقائية:
  - راساجيلين
  - سيليجيلين

أما لنزوليد فهو مضاد حيوي له مواصفات تثبيط أكسيداز أحادي الأمين.

### الأدوية المسحوبة
- مثبطات أكسيداز أحادي الأمين غير الانتقائية:
  - الهيدرازينات:
    - بنموكسين
    - إيبروكلوزيد
    - إيبرونيازيد (متوفر في فرنسا)
    - ميبانازين
    - أوكتاموكسين
    - فينيبرازين
    - فينوكسيبروبازين
    - بيفهيدرازين
    - سافرازين (متوفر في اليابان)

  - غير الهيدرازينات:
    - كاروكسازون
- مثبطات أكسيداز أحادي الأمين (أ) الانتقائية:
  - مينابرين